# Mahazoarivo (Haute Matsiatra)
Mahazoarivo is een plaats en commune in het zuiden van Madagaskar, behorend tot het district Fianarantsoa II, dat gelegen is in de regio Haute Matsiatra. Tijdens een volkstelling in 2001 telde de plaats 11.607 inwoners.
De plaats biedt enkel lager onderwijs aan. 98 % van de bevolking werkt als landbouwer. De belangrijkste landbouwproducten zijn rijst en pinda's; andere belangrijke producten zijn bonen en maniok. Verder is 2% actief in de dienstensector.